# Roberta Brunet
Roberta Brunet (ur. 20 maja 1965 w Aoście) – włoska biegaczka długodystansowa. Czterokrotna olimpijka (1988, 1992, 1996, 2000), w tym medalistka olimpijska z Atlanty.
Specjalistka od biegu na 5000 metrów. Brązowa medalistka olimpijska z Atlanty w biegu na tym dystansie. Rok później wywalczyła srebrny medal mistrzostw świata. Trzynastokrotna mistrzyni swojego kraju. Dwukrotna złota medalistka igrzysk śródziemnomorskich (Ateny 1991 – Bieg na 3000 m i Bari 1997 – Bieg na 5000 m). Reprezentantka kraju w pucharze Europy.

## Rekordy życiowe
- bieg na 2000 m – 5:32,83 14 września 1996 Turyn rekord Włoch
- bieg na 3000 m – 8:35,65 16 sierpnia 1997 Monako były rekord Włoch
- bieg na 5000 m – 14:44,50 16 sierpnia 1996 Kolonia były rekord Włoch[1]
- bieg na 3000 m (hala) – 8:57,66 9 marca 1996 Sztokholm